# Bob Avakian
Bob Avakian (født 7. marts 1943) er bedst kendt som formand for det Revolutionære Kommunistiske Parti, USA. Det er den største maoistiske gruppe i USA.

## Liv
Avakian blev født i Washington D.C., og voksede op i Californien. Han er barnebarn af armenske indvandrere, der boede i Californien. Avakian var en amerikansk fodboldspiller i skolen. Hans far var Spurgeon Avakian, en dommer i Alameda County i Californien. I løbet af sin tid på University of California, Berkeley, udviklede Avakian radikale politiske tanker. Han blev en talsmand for United States Peace and Freedom Party, og en aktiv fortaler for De Sorte Pantere.
Avakian var også aktive i bevægelsen Students for a Democratic Society og en ledende skikkelse i Revolutionary Youth Movement.
I 1975 skabtes det Revolutionære Kommunistiske Parti i USA. Da Deng Xiaoping besøgte USA marcherede Avakian og andre grupper i Washington. Under protesterne blev Avakian arresteret, og han blev sammen med andre idømt fængselsstraf. På grund af dommen flygtede Avakian til Frankrig i 1981.
Avakians nuværende aktiviteter er ukendte.